# Microtus mystacinus
Microtus mystacinus (antes conocido como Microtus levis) es una especie de roedor de la familia Cricetidae.

## Distribución geográfica
Se encuentra en Albania, Bulgaria, Eslovaquia, Finlandia, Grecia, Irán, Macedonia del Norte, Montenegro, Rumanía, Rusia, Serbia, Svalbard (introducido accidentalmente), Turquía y Ucrania.